# ناحیه فریدم، میشیگان
ناحیه فریدم (به انگلیسی: Freedom Township) یک منطقهٔ مسکونی در ایالات متحده آمریکا است که در شهرستان وشتناو واقع شده‌است.
 ناحیه فریدم ۹۲٫۷ کیلومتر مربع مساحت و ۱٬۴۲۸ نفر جمعیت دارد و ۲۹۷ متر بالاتر از سطح دریا واقع شده‌است.